# Брайтон (парафія, Нью-Брансвік)
Брайтон (англ. Brighton) — парафія в Канаді, у провінції Нью-Брансвік, у складі графства Карлтон.

## Населення
За даними перепису 2016 року, парафія нараховувала 1735 осіб, показавши скорочення на 1,6%, порівняно з 2011-м роком. Середня густина населення становила 3,4 осіб/км².
З офіційних мов обидвома одночасно володіли 95 жителів, тільки англійською — 1 630, тільки французькою — 5, а 5 — жодною з них. Усього 30 осіб вважали рідною мовою не одну з офіційних.
Працездатне населення становило 59,2% усього населення, рівень безробіття — 9,8% (10,4% серед чоловіків та 7,7% серед жінок). 85,5% осіб були найманими працівниками, а 14,5% — самозайнятими.
Середній дохід на особу становив $29 906 (медіана $25 003), при цьому для чоловіків — $36 502, а для жінок $23 337 (медіани — $30 688 та $21 136 відповідно).
31,8% мешканців мали закінчену шкільну освіту, не мали закінченої шкільної освіти — 30,5%, 37,3% мали післяшкільну освіту, з яких 9,2% мали диплом бакалавра, або вищий.
| Статево-вікова структура населення | Статево-вікова структура населення | Статево-вікова структура населення | Статево-вікова структура населення | Статево-вікова структура населення |
| ---------------------------------- | ---------------------------------- | ---------------------------------- | ---------------------------------- | ---------------------------------- |
|                                    |                                    |                                    |                                    |                                    |
| Всього                             | Всього                             | 51,3%48,7%                         |                                    |                                    |
| 0 — 14 років                       | 0 — 14 років                       |                                    | 15,3%                              | 15,3%                              |
| 15 — 64 років                      | 15 — 64 років                      |                                    | 67,6%                              | 67,6%                              |
| 65 і більше                        | 65 і більше                        |                                    | 17,1%                              | 17,1%                              |
| 85 і більше                        | 85 і більше                        |                                    | 1,4%                               | 1,4%                               |
| Середній вік (років)               | Середній вік (років)               | 43,042,9                           | 42,9                               | 42,9                               |
| Медіана (років)                    | Медіана (років)                    | 46,646,3                           | 46,4                               | 46,4                               |
| — чоловіки — жінки                 |                                    |                                    |                                    |                                    |

| Походження мешканців:     | Походження мешканців:     | Походження мешканців: | Походження мешканців: | Походження мешканців: |
| ------------------------- | ------------------------- | --------------------- | --------------------- | --------------------- |
| Походження                |                           |                       | осіб                  | %                     |
| Корінні американці        | Корінні американці        |                       | 60                    | 3.48%                 |
| Інше північноамериканське | Інше північноамериканське |                       | 1 120                 | 64.93%                |
| Європейське               | Європейське               |                       | 805                   | 46.67%                |
| британське                | британське                |                       | 750                   | 43.48%                |
| французьке                | французьке                |                       | 135                   | 7.83%                 |
| Африканське               | Африканське               |                       | 10                    | 0.58%                 |

| Зайнятість населення за галузями (за класифікацією NOC): | Зайнятість населення за галузями (за класифікацією NOC): | Зайнятість населення за галузями (за класифікацією NOC): | Зайнятість населення за галузями (за класифікацією NOC): | Зайнятість населення за галузями (за класифікацією NOC): |
| -------------------------------------------------------- | -------------------------------------------------------- | -------------------------------------------------------- | -------------------------------------------------------- | -------------------------------------------------------- |
|                                                          |                                                          |                                                          |                                                          |                                                          |
| Управління                                               | Управління                                               |                                                          | 6,9%                                                     | 6,9%                                                     |
| Бізнес, фінанси та адміністрування                       | Бізнес, фінанси та адміністрування                       |                                                          | 9,8%                                                     | 9,8%                                                     |
| Природничі та прикладні науки                            | Природничі та прикладні науки                            |                                                          | 1,7%                                                     | 1,7%                                                     |
| Охорона здоров'я                                         | Охорона здоров'я                                         |                                                          | 4%                                                       | 4%                                                       |
| Освіта, правозахист, муніципальні та урядові служби      | Освіта, правозахист, муніципальні та урядові служби      |                                                          | 10,4%                                                    | 10,4%                                                    |
| Мистецтво, культура, відпочинок та спорт                 | Мистецтво, культура, відпочинок та спорт                 |                                                          | 1,7%                                                     | 1,7%                                                     |
| Роздрібна торгівля та послуги                            | Роздрібна торгівля та послуги                            |                                                          | 19,1%                                                    | 19,1%                                                    |
| Гуртова торгівля, транспорт та обладнання                | Гуртова торгівля, транспорт та обладнання                |                                                          | 33,5%                                                    | 33,5%                                                    |
| Природні ресурси, сільське господарство                  | Природні ресурси, сільське господарство                  |                                                          | 6,4%                                                     | 6,4%                                                     |
| Виробництво                                              | Виробництво                                              |                                                          | 7,5%                                                     | 7,5%                                                     |

## Клімат
Середня річна температура становить 3,9°C, середня максимальна – 22,1°C, а середня мінімальна – -18,7°C. Середня річна кількість опадів – 1 101 мм.
| Клімат поселення                              | Клімат поселення | Клімат поселення | Клімат поселення | Клімат поселення | Клімат поселення | Клімат поселення | Клімат поселення | Клімат поселення | Клімат поселення | Клімат поселення | Клімат поселення | Клімат поселення | Клімат поселення |
| Показник                                      | Січ.             | Лют.             | Бер.             | Квіт.            | Трав.            | Черв.            | Лип.             | Серп.            | Вер.             | Жовт.            | Лист.            | Груд.            |                  |
| Середній максимум, °C                         | −5,49            | −4,1             | 2,02             | 9,34             | 16,79            | 21,57            | 22,07            | 22,02            | 16,49            | 10,52            | 4,34             | −3,83            |                  |
| Середня температура, °C                       | −12,12           | −10,71           | −4,6             | 2,73             | 10,17            | 14,94            | 17,90            | 17,88            | 12,33            | 6,35             | 0,18             | −7,98            |                  |
| Середній мінімум, °C                          | −18,74           | −17,34           | −11,21           | −3,88            | 3,55             | 8,32             | 13,74            | 13,70            | 8,18             | 2,20             | −3,98            | −12,15           |                  |
| Норма опадів, мм                              | 96               | 66               | 82               | 79               | 93               | 90               | 107              | 98               | 100              | 91               | 105              | 94               |                  |
| Середньомісячна швидкість вітру, м/с          | 3.72             | 3.81             | 4.07             | 3.90             | 3.66             | 3.21             | 2.91             | 2.80             | 3.09             | 3.45             | 3.64             | 3.68             |                  |
| Середньомісячна сонячна радіація, кДж/м²·день | 5045             | 8274             | 12114            | 15672            | 18426            | 20226            | 19659            | 17459            | 12963            | 8099             | 4812             | 3928             |                  |
| --------------------------------------------- | ---------------- | ---------------- | ---------------- | ---------------- | ---------------- | ---------------- | ---------------- | ---------------- | ---------------- | ---------------- | ---------------- | ---------------- | ---------------- |
| Джерело:                                      |                  |                  |                  |                  |                  |                  |                  |                  |                  |                  |                  |                  |                  |